# Cassandra Wilson
Cassandra Wilson (Jackson, 4 december 1955) is een Amerikaanse jazzmuzikant, zangeres, songwriter, en producer uit Jackson, Mississippi. De criticus Gary Giddins beschreef haar als "een zangeres die is gezegend met een onmiskenbaar timbre en aanpak [en die] het speelveld heeft verruimd" door in haar werk blues, country en folkmuziek in te voegen. Wilson heeft twee Grammy Awards gewonnen.

## Jeugd en loopbaan
Cassandra Wilson is het derde en jongste kind van Herman Fowlkes jr., een gitarist, bassist en muziekdocent en Maria McDaniel, leraar op een basisschool. Door haar moeders liefde voor Motown en haar vaders toewijding aan jazz, ontstond haar vroege interesse in muziek.
Wilsons vroegste formele muzikale opleiding bestond uit de lessen in klassieke muziek; zij studeerde piano van haar zesde tot haar dertiende en speelde klarinet in bands op de middelbare school. Toen ze genoeg had van deze training, vroeg zij haar vader om haar gitaarles te geven. In plaats daarvan gaf hij haar een lesje in zelfredzaamheid, en wees haar op de zelfstudieboeken van de Mel Bay methode. Wilson onderzocht de gitaar op haar eigen manier en ontwikkelde zo, wat ze beschreef als een "intuïtieve" aanpak. Gedurende deze tijd begon ze met het schrijven van haar eigen nummers, waarbij ze een folkstijl adapteerde. Ze verscheen ook in musicals, zoals De Tovenaar van Oz als Dorothy, wat het overschrijden van een rassenscheidslijn betekende in het toenmalige schoolsysteem.
De middelbare school volgde ze op het Millsaps College en de Jackson State University. Ze studeerde af in massacommunicatie. 's Nachts speelt ze in R&B-, funk-, pop- en coverbands, en zingt ze ook lokale cafés. De Black Arts Music Society, opgericht door John Reese en Alvin Fielder, geeft haar voor het eerst de kans om bebop uit te voeren. Cassandra Wilson behaalde in 2007 haar PhD in Kunst aan het Millsaps College.
In 1981 verhuisde ze naar New Orleans voor een positie als assistent-directeur PR voor het lokale tv-station WDSU. Ze bleef daar niet lang. Ze werkte met mentoren waaronder vroegere grootheden als Earl Turbinton, Alvin Batist, en Ellis Marsalis. Wilson werd hierdoor aangemoedigd om serieus door te gaan in de jazz en in 1982 verhuisde ze naar New York.

## Muzikale samenwerking met M-Base
In New York richtte Wilson zich meer op improvisatie. Sterk beïnvloed door de zangeressen Abbey Lincoln en Betty Carter, verfijnde ze haar vocale frasering en scat terwijl ze ook een studie oor training volgde bij trombonist Grachan Moncur III. Ze frequenteerde jamsessies onder begeleiding van pianist Sadik Hakim waar ze altsaxofonist Steve Coleman ontmoette. Hij moedigde haar aan om verder te kijken dan de standaard jazzrepertoire ten faveure van van het ontwikkelen van eigen materiaal. Ze werd de zanger en een van de stichtende leden van het M-Base collectief waarin Coleman de leidende figuur was, een uitvloeisel van de Association for the Advancement of Creative Musicians (AACM) en Black Artists Group (BAG) die funk en soul binnen de context van de traditionele en avant-garde jazz bracht. Zij is te beluisteren op de Colemans debuut als bandleider Motherland Pulse (1985), daarna als lid van zijn Five Elements op On the Edge of Tomorrow (1986), World Expansion (1986), Sine Die (1987), en op M-Base Collective's eigen opname als een groot ensemble Anatomy of a Groove (1992).
Op hetzelfde moment tourde Wilson met het avant-garde trio New Air met altsaxofonist Henry Threadgill en nam ze Air Show No. 1 (1987) op in Italië. Threadgill wordt vaak geprezen als een componist om zijn vermogen stilistische grenzen te overstijgen, iets wat hij en Wilson delen.

## Solo-carrière
Net als collega M-Base kunstenaars, tekende Wilson voor het in München gevestigde onafhankelijke label JMT. Ze maakte haar eerste opname als een bandleider met Point of View in 1986. Net als de meerderheid van haar JMT albums die volgden, domineert eigen materiaal deze sessies; ze neemt ook materiaal op dat is medegeschreven met Coleman, Jean-Paul Bourelly, en James Weidman, evenals een aantal standards. Haar contralto vanuit de keel ontstaat geleidelijk in de loop van de opnames en treedt gaandeweg meer op de voorgrond.
Wilson ontving haar eerste brede kritische waardering voor een album met standards, Blue Skies (1988). Haar contract met Blue Note Records in 1993 betekende een belangrijk keerpunt in haar carrière en de grote doorbraak aan het grotere publiek met verkopen van honderdduizenden exemplaren.
Vanaf Blue Light 'Til Dawn (1993) ontwikkelde haar repertoire zich in de richting van een brede synthese van de blues, pop, jazz, wereldmuziek en country. Hoewel ze ook verder ging met het uitvoeren van originals en standards, nam zij liedjes zo divers op als Robert Johnsons "Come On in My Kitchen", Joni Mitchells "Black Crow", The Monkees' "Last Train to Clarksville", en Hank Williams' "I'm So Lonesome I Could Cry".
De late Miles Davis was een van Wilsons grootste invloeden. In 1989 was Wilson de opening act voor Davis op het JVC Jazz Festival in Chicago. In 1999 produceerde ze Traveling Miles als een eerbetoon aan Davis. Het album vloeide voort uit een serie jazzconcerten die zij gaf in het Lincoln Center in november 1997 ter ere van Davis. Het omvatte onder andere drie selecties gebaseerd op Davis' eigen composities, waarvan Wilson de originele thema's in haar nummer adopteerde.

## Persoonlijk leven
Wilson was gehuwd met Anthony Wilson van 1981 tot 1983.
Ze heeft een zoon, geboren eind jaren tachtig. Haar nummer "Out Loud (Jeris' Blues)" op het album She Who Weeps is aan hem gewijd. Zij woonde lang met haar zoon in New York City's Sugar Hill, in een appartement dat ooit toebehoorde aan Count Basie, Lena Horne en bokser Joe Louis.
Wilson trouwde in 2000 met acteur Isaach de Bankolé, die haar regisseerde in de concertfilm Traveling Miles: Cassandra Wilson (2000).
Wilson en haar moeder zijn de leden van Alpha Kappa Alpha sorority.

## Onderscheidingen
- 1994-1996: Vrouw Jazz Vocalist van het Jaar, Down Beat
- 1997: de Grammy Award voor Best Jazz Vocal Performance, New Moon Daughter
- 1999: Miles Davis Prijs Montreal International Jazz Festival
- 2001: "Amerika' s Beste Zangeres", de Tijd
- 2003: Ere-doctoraat in de Kunsten, Millsaps College
- 2009: de Grammy Award voor Best Jazz Vocal Album, Loverly
- 2010: Toegevoegd aan de Mississippi Blues Trail
- 2010: Best Vocal Album, NPR Music Jazz Critics Poll 2010, Silver Pony
- 2011: Best Traditional Jazz Album, INZET Soul Train Award, Silver Pony
- 2015: Eredoctoraat in de Beeldende Kunst, The New School
- 2015: Spirit of Ireland Award, Irish Arts Center

## Discografie

### Als leider
- Point of View (1986, JMT)
- Days Aweigh (1987, JMT)
- Blue Skies (1988, JMT)
- Jumpworld (1989, JMT)
- Live (1991, JMT)
- She Who Weeps (1991, JMT)
- After the Beginning Again (1992, JMT)
- Dance to the Drums Again (1992, DIW/Columbia)
- Blue Light 'til Dawn (1993, Blue Note)
- New Moon Daughter (1995, Blue Note)
- Rendezvous (met Jacky Terrasson) (1998, Blue Note)
- Traveling Miles (1999, Blue Note)
- Belly of the Sun (2002, Blue Note)
- Glamoured (2003, Blue Note)
- Thunderbird (2006, Blue Note)
- Loverly (2008, Blue Note)
- Silver Pony (2010, Blue Note)
- Another Country (2012, eOne)
- Coming Forth by Day (2015, Legacy

Compilaties
- Compilations Songbook (1995, JMT)
- Sings Standards (2002, Verve)
- Love Phases Dimensions: From the JMT Years (2004, Edel)
- Closer to You: The Pop Side (2009, Blue Note)
- Moonglow (featuring Jim De Angelis & Tony Signa, 2014, Audiophile)

### Als gastzangeres
(over het algemeen voor één of twee tracks)
 Met Steve Coleman 
- Motherland Pulse (1985, JMT)
- On the Edge of Tomorrow (1986, JMT)
- World Expansion (1987, JMT)
- Sine Die (1988, Pangaea)
- Rhythm People (1990, Novus/RCA)
- Black Science (1991, Novus)
- Drop Kick (1992, Novus)
- The Ascension to Light (1999, BMG/RCA)

 Met Jim DeAngelis/Tony Signa 
- Straight from the Top (Statiras, 1986)

 Met New Air 
- Air Show No. 1 (Black Saint, 1986)

 Met Greg Osby 
- Season of Renewal (JMT, 1990)

 Met Robin Eubanks 
- Karma (JMT, 1991)

 Met M-Base Collective 
- Anatomy of a Groove (1992, Rebel-X/DIW/Columbia)

 Met Rod Williams 
- Destiny Express (1993, Muse)

 Met Dave Holland 
- Dream of the Elders (1995, ECM)

 Met Courtney Pine 
- Modern Day Jazz Stories (1995, Antilles)

 Met The Roots 
- Do You Want More?!!!??! (1995, DGC/Geffen)
- Illadelph Halflife (1996, DGC/Geffen)

 Met Javon Jackson 
- A Look Within (1996, Blue Note)

 Met David Sánchez 
- Street Scenes (1996, Columbia)

 Met Steve Turre 
- Steve Turre (1997, Verve)

 met Kurt Elling 
- The Messenger (1997, Blue Note)

 Met Wynton Marsalis 
- Blood on the Fields (1997, Columbia)
- Reeltime (1999, Sony)

 Met Luther Vandross 
- I Know (1998, EMI)

 Met Angélique Kidjo 
- Oremi (1998, Island)

 Met Bill Frisell & Elvis Costello 
- The Sweetest Punch (1999, Decca)

 Met Regina Carter 
- Rhythms of the Heart (1999, Verve)

 Met Don Byron 
- A Fine Line: Arias & Lieder (2000, Blue Note)

 Met Terence Blanchard 
- Let's Get Lost (2001, Sony)

 Met Olu Dara 
- Neighborhoods (2001, Atlantic)

 Met Meshell Ndegeocello 
- The Spirit Music Jamia: Dance of the Infidel (2005, Shanachie/Universal France)

 Met David Murray Black Saint Quartet 
- Sacred Ground (2007, Justin Time)

 Met Charlie Haden Quartet West 
- Sophisticated Ladies (2010, EmArcy/Verve)

 Met Terri Lyne Carrington 
- The Mosaic Project (2011, Concord Jazz)

Op speciale productions 
- No Prima Donna, The Songs of Van Morrison (1994, Polydor): "Crazy Love"
- Bob Belden: When Doves Cry: The Music of Prince (1994, Metro Blue): "When Doves Cry"
- Spirit of '73: Rock for Choice (1995, 550 Music/Epic): "Killing Me Softly with His Song"
- Jazz to the World (Christmas) (1995, Blue Note): "The Little Drummer Boy"
- Bob Belden Presents Strawberry Fields (1996, Blue Note): "Come Together", "Strawberry Fields Forever"
- Bob Belden's Shades of Blue (1996, Blue Note): "Joshua Fit de Battle ob Jericho"
- Lounge-A-Palooza (1997, Hollywood): "The Good Life"
- A Tribute to Joni Mitchell (2007, Nonesuch): "For the Roses"

 Soundtracks 
(waarbij bestaande songs werden gebruikt)
- 1994 Jimmy Hollywood: "Let the Good Times Roll"
- 1994 Junior: "I've Got You Under My Skin" and "Little Warm Death"
- 1995 Miami Rhapsody: "How Long Has This Been Going On?"
- 1997 Love Jones: "You Move Me" (see Love Jones (soundtrack))
- 1997 Midnight in the Garden of Good and Evil (film): "Days of Wine and Roses"
- 1997 The Last Time I Committed Suicide: "Country Girl" Javon Jackson with Cassandra Wilson vocals.
- 1998 B. Monkey: "Tupelo Honey"
- 1999 Passions (TV series): "Time After Time"
- 1999 Searching for Jimi Hendrix (TV documentary): "Angel"
- 2001 The Score: "Green Dolphin Street" and "You're About to Give In"
- 2002 Brown Sugar: "Time After Time"
- 2005 Don't Come Knocking: "Lost"
- 2008 My Blueberry Nights: "Harvest Moon"
- 2012 Good Deeds: "Time After Time"

 Filmografie 
Cassandra Wilson treedt op als zangeres in de volgende films.
- Junior (1994)
- The Score (2001)

- Biblioteca Nacional de España: XX1740633
- Bibliothèque nationale de France: cb13933749r (data)
- CiNii: DA16089692
- Gemeinsame Normdatei: 133465691
- International Standard Name Identifier: 0000 0001 1450 1648
- Library of Congress Control Number: n92070625
- MusicBrainz: eb6595d3-e559-4bcc-a516-843bfdba82e9
- Nationale Bibliotheek van Tsjechië: ola2002158601
- Nationale Bibliotheek van Israël: 987007411932905171
- Nationale Bibliotheek van Polen: a0000003088073
- Nederlandse Thesaurus van Auteursnamen: 072680768
- SNAC: w6294w52
- Système universitaire de documentation: 086261517
- Virtual International Authority File: 84971522
- WorldCat: E39PBJrCgrp4VPcHVvXyh7FFrq